# 日本電気協会
一般社団法人日本電気協会（にほんでんききょうかい）は、1892年（明治25年）発足の日本電燈協会に由来する日本の団体。
東京の旧日本電気協会、大阪の中央電気協会、福岡の九州電気協会が合同して電気協会として1921年（大正10年）10月に設立された。
第一種電気工事士講習を実施する5機関（2013年時点）の一つとして電気工事技術講習センター・全日本電気工事業工業組合連合会と共同実施。2013年以前は経済産業大臣によって指定された製品評価技術基盤機構が三者の共同体に外注する立て付けになっていた。

## 所在地
〒100-0006 東京都千代田区有楽町1-7-1 有楽町電気ビルヂング北館4階

## 支部
関東電気協会など「地方協会」の組織があったが、2012年に一般社団法人化する際に「支部」として位置付けが変更された。